# 能阿弥
能阿弥（のうあみ、応永4年（1397年） - 文明3年（1471年））は、室町時代の水墨画家、茶人、連歌師、鑑定家、表具師。姓は中尾、名は真能（さねよし）。法号は真能。号は鴎斎、春鴎斎子。子に芸阿弥、孫に相阿弥がいる。
元は越前朝倉氏の家臣だったが、足利義教、義政に同朋衆として仕えて能阿弥と号し、幕府における書画等（唐物）の鑑定や管理を行い、また東山御物の制定を行った。特に水墨画に優れ阿弥派の開祖とされ、鶴図を描き義政に絶賛されたといわれる。自由に御物の名品を見ることの出来る立場を生かし、「花鳥図屏風」や「白衣観音図」のような、牧谿の図様をそのまま取り込んだ作品を残している。茶道においては、書院飾りの完成、台子飾りの方式の制定などを行い、小笠原流の礼法を参酌して今日に伝えられているような茶の点て方を考案した。『山上宗二記』では「同朋中の名人」と記されている。そのほか連歌、立花、香道にも優れ、連歌では七賢の一人に挙げられ、北野天満宮の連歌奉行も務めた。
著書に『君台観左右帳記』、東山御物の目録である『御物御絵目録』（相阿弥の時に完成）、自筆巻子として「集百句之連歌巻」（天理大学附属天理図書館蔵）がある。

## 現存する能阿弥作品

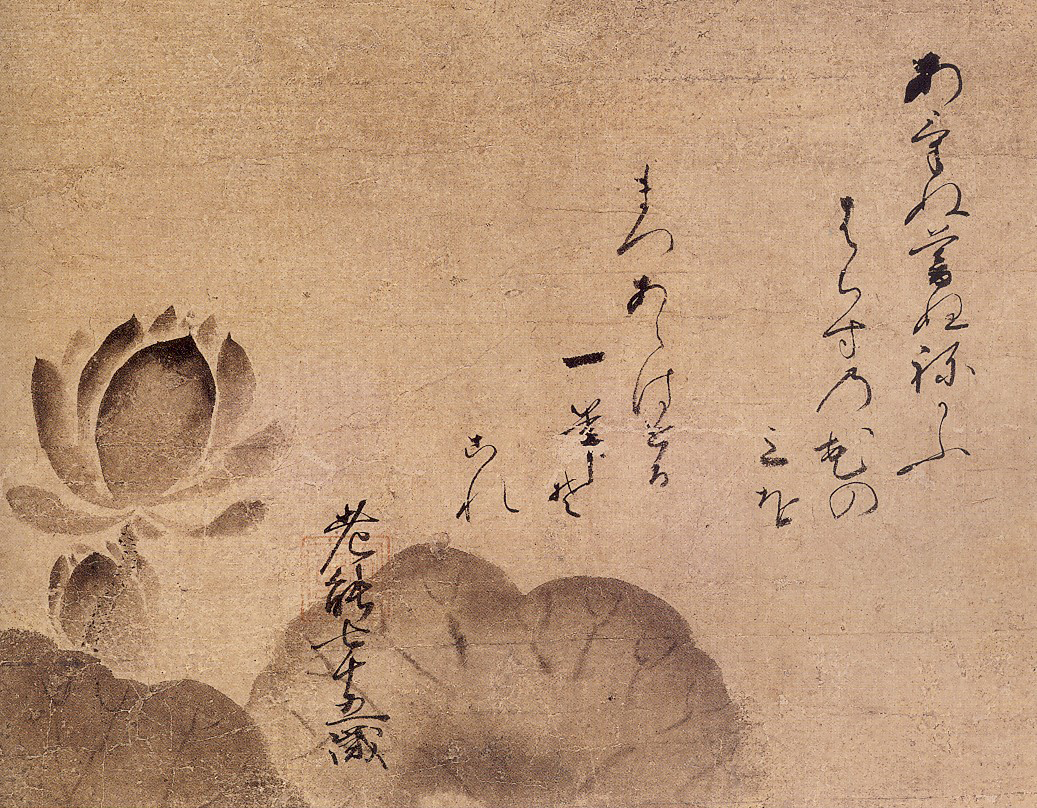
蓮図

- 白衣観音図 （文化庁保管） 一幅 絹本墨画淡彩 応仁2年1468年 重要文化財

子の周健喝食のために泉涌寺妙厳院で描いた旨の墨書がある。元は三幅対で、本図はそのうちの中幅と見られる。
- 花鳥図屏風 （出光美術館） 四曲一双 紙本墨画 応仁3年1469年3月 重要文化財

能阿弥の基準作で代表作。また、製作年がはっきりした現存最古の水墨花鳥図屏風としても貴重な作品。 浄土真宗仏光寺・花恩院（経豪）の寺務継承祝いとして贈られた。牧谿の「観音猿鶴図」（大徳寺蔵）から多くのモチーフを借用しており、鑑賞者にも、その視覚体験を共有していることを前提に構成されている。
- 蓮図 （正木美術館） 一幅 紙本墨画 重要文化財 自詠和歌と75歳の款記あり 重要文化財
- 三保松原図 （兵庫県立美術館西宮頴川分館） 六幅 紙本墨画 重要文化財 伝相阿弥

元は六曲一双の屏風絵だったと考えられる。伝能阿弥筆の伝承を持つが、画風から孫の相阿弥の代まで下げる意見が強い。